# Osiedle Słocina
Osiedle Słocina – osiedle nr XVI miasta Rzeszowa, utworzone na mocy uchwały Rady Miasta z dnia 4 kwietnia 2006, w celu połączenia dotychczasowego Osiedla Słocina oraz obszaru byłego sołectwa Słocina, przyłączonego do miasta z dniem 1 stycznia 2006. Dnia 28 grudnia 2010 r. liczyło 5225 mieszkańców, a według stanu na dzień 10 maja 2019 r. osiedle zamieszkiwało 7395 osób. Według stanu na 31 października 2019 r. osiedle liczyło 7707 mieszkańców. W znacznej mierze pokrywa się z dzielnicą Słocina.